# 雲豹
雲豹（學名：Neofelis nebulosa），是雲豹屬的一種動物，只分布於亞洲的東南部，從最西部的尼泊爾開始，至緬甸和中國秦嶺以南，一直向東到台灣；往南則從印度東部、中南半島開始，一直向南到马来半岛等地為止。雲豹名字由来是因为豹皮有云状斑点。
云豹是现存猫科动物中比较原始的类型。按头颅比例来算，云豹的犬齿是现存猫科动物中最长的。云豹主要以树栖动物为食。

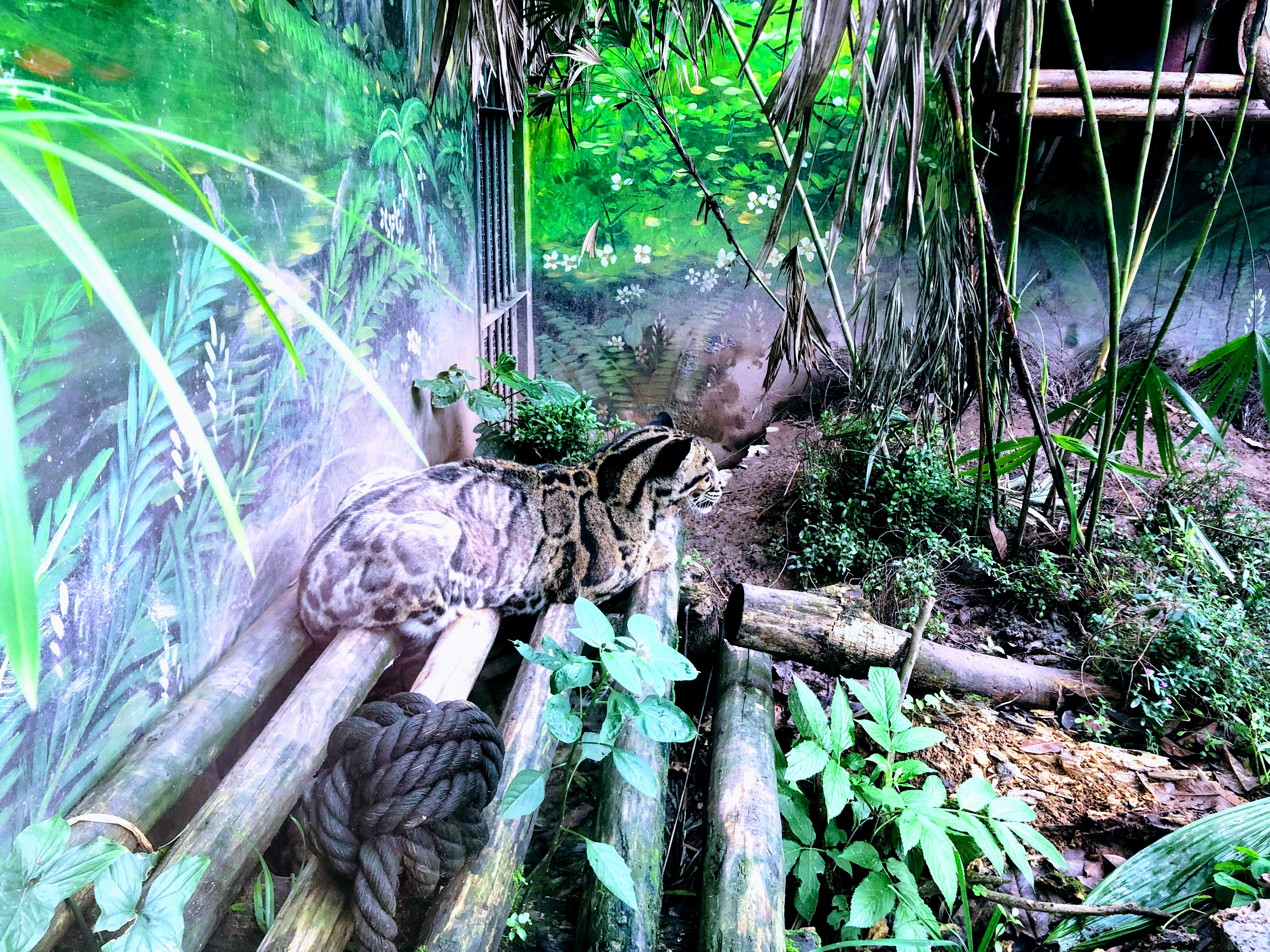
重慶動物園的雲豹

云豹的生存目前受到严重威胁，美丽的皮毛让它们成为了猎取目标。

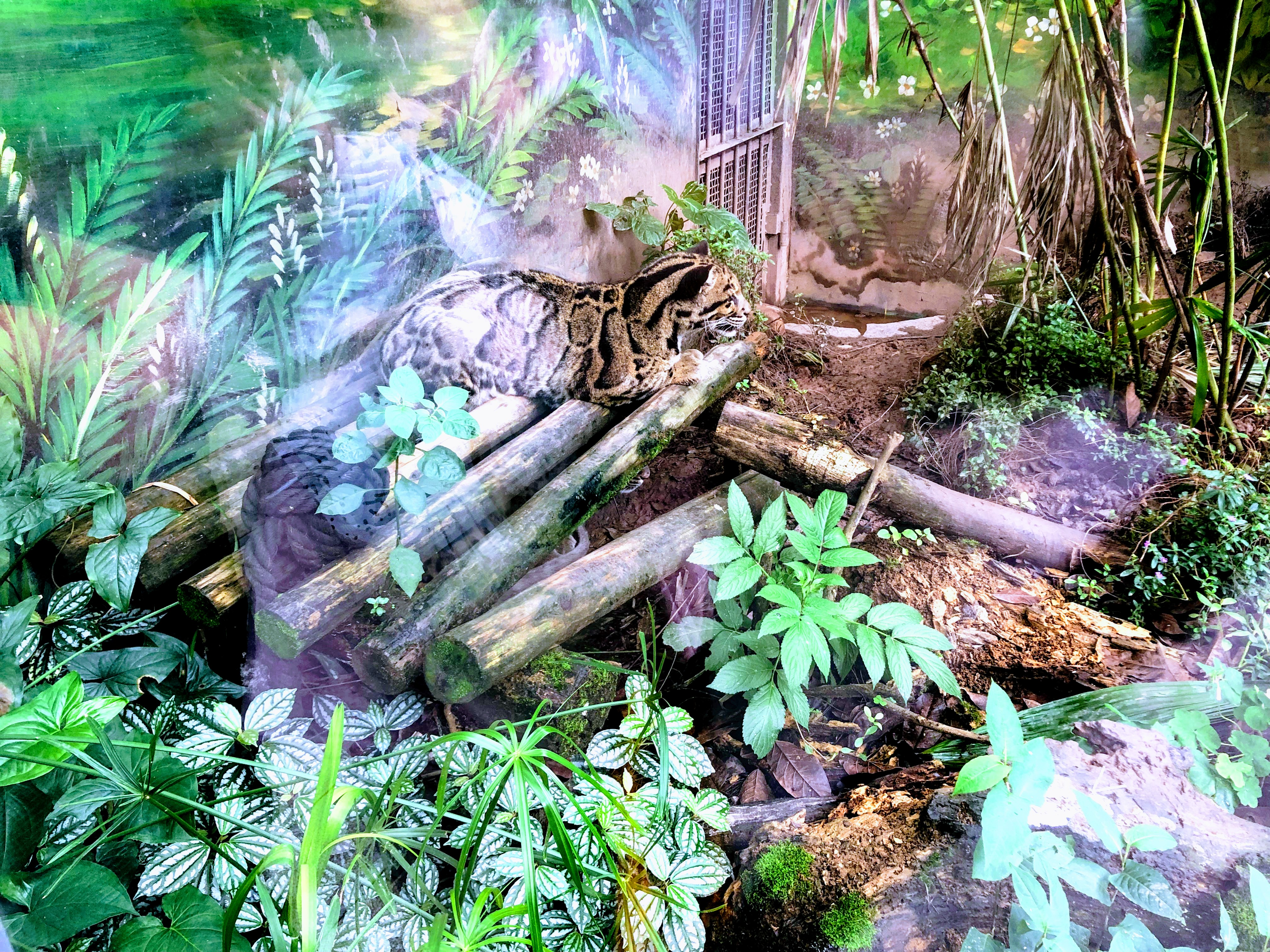
重慶動物園的雲豹

## 學名
云豹屬名Neofelis，是由希臘語：（neo-，意為「新的」），加上拉丁語：（意為貓），之後組成的新字。種名nebulosa，源自拉丁語：（意為雲），用來形容它身上的花紋。學名「Neofelis nebulosa」，是在1821年，由博物學者愛德華·格里菲斯（Edward Griffith）首次記錄在科學文獻上，並加以命名。

## 生物特徵
雲豹在貓科動物中屬於中等體型，主要分布在東南亞，雲豹具有褐黃色皮毛，特色是具有大而形狀不一、具有深色邊緣的色塊。這些色塊形狀有些像雲，這種獨有的毛色形狀使這種哺乳動物的學名和一般稱謂相同，就是雲豹。雲豹的外觀和骨骼因為同時兼具大型和小型貓科動物的特徵，因此困擾了科學家很長的時間。
雲豹的體重在25到38公斤間，肩高25到40公分；雄豹體長90~120cm，雌豹體長70~100cm，個體差異大。雲豹的犬齿比例是猫科动物最长的，達7公分，而花豹的犬齿为8.5公分，但是花豹的体型远比云豹大的多。這些特徵讓早期研究者猜測雲豹捕食大型哺乳動物，然而對於這個物種在野外的自然歷史與行為的了解極為有限，現在的研究者相信雲豹的主要獵物包括樹棲和地面的哺乳類動物，特別是長臂猿、獼猴、麝貓。以及其它小型哺乳動物鹿、鳥類、刺蝟、和人類所飼養的家畜。捕捉到的雲豹也吃蛋和一些蔬菜。
由於雲豹的部份獵物在樹上生活，可以想見雲豹有極佳的爬樹能力。腿短而具彈性、大腳掌、尖銳的爪的組合都有利它爬樹的需要。雲豹尾巴的長度幾乎與身體相同，幫助它平衡使它有如松鼠般靈活，像是南美洲的長尾虎貓。
令人訝異的是樹棲的雲豹在爬樹時會倒掛在樹枝下，從樹上下來時會採取頭下尾上的的方式。受豢養的雲豹會用後腳掛在樹上，靠長尾巴維持平衡，用頭朝下的姿勢從樹幹上下來。目前對雲豹在野外的行為所知很少，但從它這樣的行為，可以設想它會從樹上用頭朝下的姿勢突襲獵物。

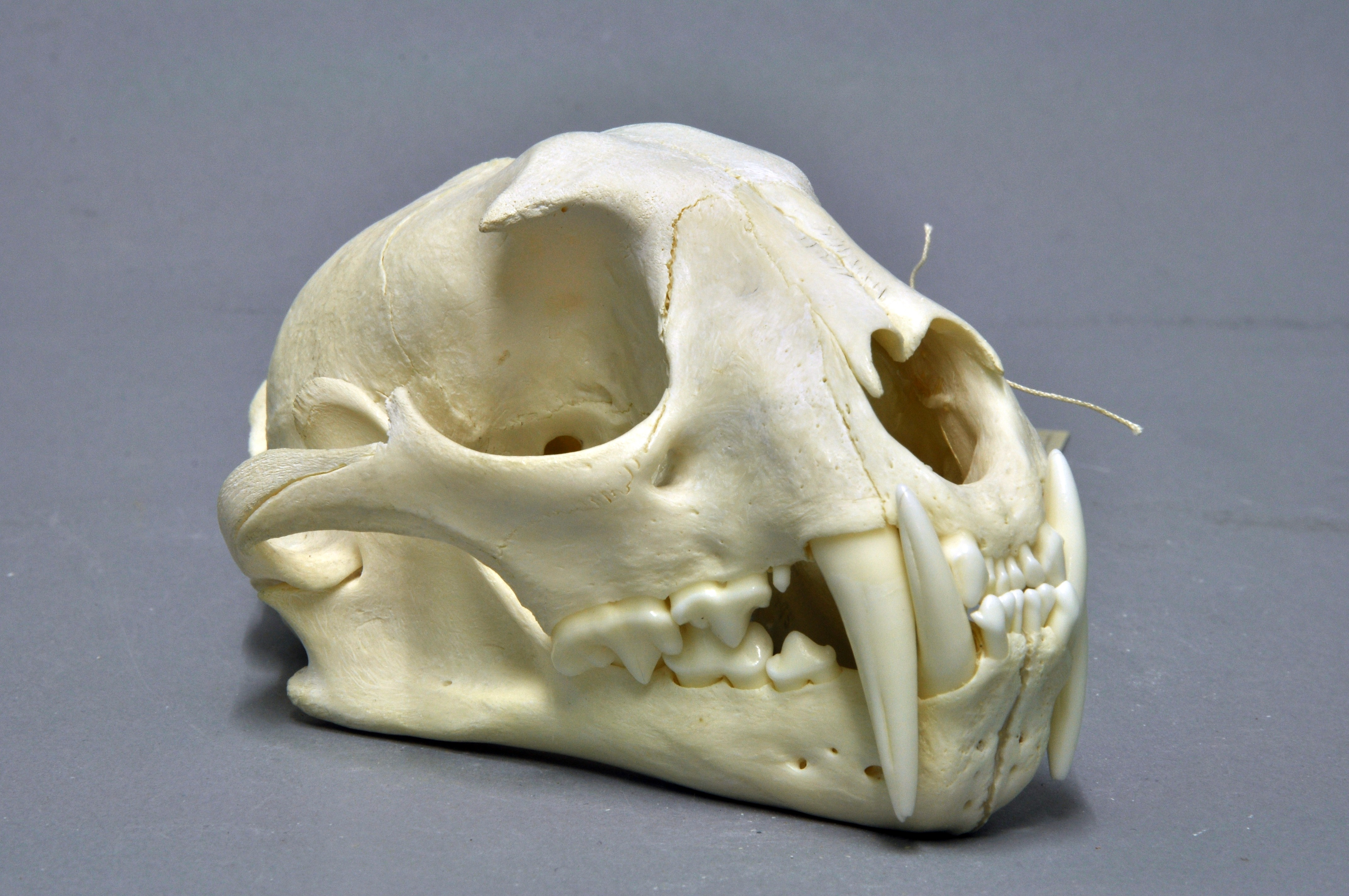
雲豹的頭骨

## 分佈與棲息地
雲豹只分佈在東南亞，從華南（在武夷山有雲豹分佈）、喜馬拉雅山東側、尼泊爾、印度東北方、孟加拉、和中南半島境內。由於在臺灣最近發現雲豹的記錄是在1989年在太魯閣發現的小雲豹皮，此後無人再發現台灣雲豹的蹤跡。學者經歷十三年的追蹤仍一無所獲，因此，於2014年宣布台灣雲豹已經滅絕。
雲豹的棲息地是熱帶和亞熱帶森林，分佈高度約在2000公尺以下，然而有時它也會在紅樹林沼澤和草地出現，溫度約在攝氏18—50 °C（64—122 °F）間。

## 繁殖與行為
由於雲豹隱匿的習性，人类對雲豹在野外的行為所知非常少，雲豹沒有群居或是社會的證據，因此它們很可能是種獨居的動物。雌雲豹在懷孕85-93天之後，每胎可以產下2－4隻幼豹。與許多其它的貓科動物相同，幼豹出生時眼睛沒有張開，完全沒有保護自己的能力。幼豹出生時的色斑完全是深色的，而不是深色的外環。幼豹約在出生10天內會張開眼睛，在五週內會變得很活躍，大約到10個月大時開始獨自生活。雲豹約在2歲時發展到性成熟，雌雲豹每年可以懷胎一次。豢養的雲豹可以活到17歲，野外的雲豹約可以活11歲。由於不了解雲豹在野外的求偶行為，在早期捕捉繁殖計劃很少成功。經驗顯示成功繁殖雲豹需要在它們年輕時就進行豢養。豢養年紀較大的雲豹，會造成雄雲豹壓力，可能因而殺死雌雲豹。一般而言，雲豹並不是攻擊性很強的動物。近年來現代化的保育計劃包括仔細的挑選配對的雲豹、和考慮場地有足夠空間讓它們能攀爬模擬自然行為和儘可能減少它們的壓力。加上餵食計劃能提供每日的需求，使得保育變得更為成功，人類協助繁殖的雲豹也許有一天可以補充野外面臨絕種威脅的雲豹。

## 分类
現今學界對於雲豹亞種的分類大概分為兩派：一派認為由於對雲豹的分類研究尚未詳盡，應該先視雲豹為沒有亞種分化的單型種 (2017年冬季IUCN國際自然保育聯盟貓科專家群所出版的貓科動物分類專刊，認定亞洲雲豹為單型種，不再區分亞種。
)；另一派則認為雲豹在分布地域上是有亞種分化的，統合目前觀點主要可以分為三個亞種：
- 雲豹指名亞種（學名： (Griffith, 1821) ）：主要分布於亞洲東南部，包含中國長江以南地區及中南半島。
- 雲豹台灣亞種（學名： (Swinhoe, 1862) ）：是僅分布於台灣的特有亞種，目前普遍認為已經滅絕，但於2019年2月於台東山區有數人聲稱目擊到[3]。
- 雲豹喜馬拉雅亞種（學名： (Hodgson, 1853) ）：主要分布於喜馬拉雅山脈南側至橫斷山脈一帶，包含中國西藏南部、尼泊爾和緬甸。

巽他云豹（Neofelis diardi）曾被当作云豹的亚种，后来发现巽他云豹和亚洲大陆的云豹已有一百万年的生殖隔离史而归为独立的物种。巽他云豹分佈在蘇門達臘和婆羅洲，其毛色比雲豹稍暗，云状斑更小。

## 與人類的關係
由於雲豹的行為使它們很少為人所知，因此雲豹的數量沒有可靠的估計。世界自然保護聯盟估計總數少於10000隻，並警告數量在不斷下降中。一般認為大量的森林砍伐導致棲息地喪失和製作中藥是導致雲豹數量減少的主因。只有六隻雲豹曾做過無線電項圈，用無線電了解它們棲息的範圍，所有這些研究都是在泰國做的。幾乎所有對雲豹的知識都來自豢養雲豹的研究。除此之外對於雲豹在野外自然的生活、生態和行為幾乎沒有了解。
世界自然保護聯盟將雲豹在世界自然保護聯盟瀕危物種紅色名錄列為易危的等級，此外瀕臨絕種野生動植物國際貿易公約在中將雲豹列為附錄I物種，禁止對雲豹的國際交易。在雲豹原產地的國家和地區中，獵捕雲豹也是被禁止的，只是這些禁令通常執行的成效很差。

## 外部連結
- （繁體中文）雲豹標本 （页面存档备份，存于） 數位典藏聯合目錄
- （英文）The Clouded Leopard Project
- . ITIS.